# Taj hercegnő múmiája
Taj (Dai) hercegnő múmiája, avagy a Múmia Úrhölgy, a nyugati Han-dinasztia egykori tagjának, Hszin Csuj (Xin Zhui) (辛追) múmiájának mai elnevezése. Az i. e. 178 és 145 között, ötvenéves korában elhunyt nemes hölgy Li Cang (利蒼) kormányzó felesége volt.

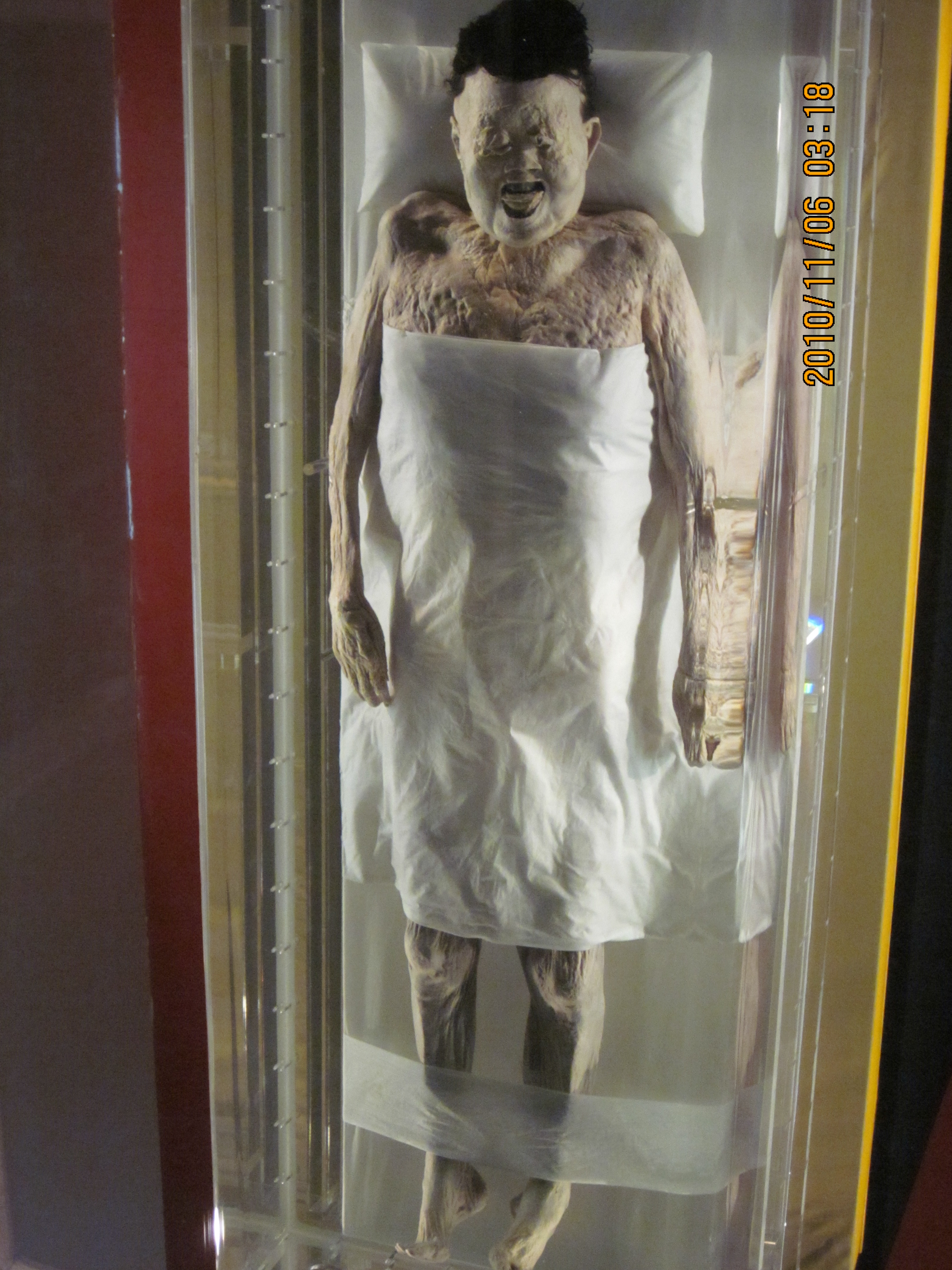
Az ókori Kínából származó hölgy múmiája az egyik legjobb állapotban megőrződött emberi test ebből a korból.

Érintetlenül maradt sírdombját Kína délkeleti részében, Hunan tartomány fővárosa mellett, Csangsa (Changsa) környékén, Mavangtuj (Mawangdui)ban fedezték fel 1971-ben. A korábban ismert merev múmiatestekkel ellentétben Taj (Dai) hercegnő teteme több mint 2100 éves kora ellenére olyan, mintha csak nemrégiben hunyt volna el: ízületei mozgathatóak, bőre rugalmas, haja megőrizte barnásfekete színét; a boncolás során ereiben A vércsoportú vért találtak és belső szervei is a testben voltak.
A részletes régészeti, orvosi és vegyi elemzések ellenére a tudósok még ma sem jöttek rá, hogy miként maradhatott meg ilyen hosszú ideig épségben a holttest. Tény, hogy a sír kialakítása segítette a mumifikálódást, de ennyi elegendő volt-e? A múmia bőr- és izomszöveteiből vett minták elemzése kimutatta, hogy a testnek igen magas a higany- és ólomtartalma. Lehet, hogy a tetemet higanyoldatba mártották. A kínai szakemberek mai álláspontja szerint a hercegnő holttestét különleges konzerválófolyadékba merítették; de a folyadék összetétele eddig ismeretlen.

## Élete és egészsége
Hszin Csuj (Xin Zhui) múmiája 154 centiméter és 34,3 kg. Az apró termetű, fiatalkorában nagyon szép nemes hölgy halálakor 50 éves és túlsúlyos (kb. 75 kilogramm) lehetett. Nemesi származása révén fényűzően élt, soha semmiben sem szenvedett hiányt.
Mindössze 16 foga maradt, amelyek igen rossz állapotban voltak, rágófelületük erősen lekopott. Különleges múmiájának boncolása során kiderült, hogy  már jóval halála előtt gümőkórban, cukorbetegségben, súlyos érelmeszesedésben és koronaér-szűkületben szenvedett. Epehólyagjában egy babszem nagyságú epekő volt, amely teljesen elzárta az epevezetéket, és bélférgek (galandféreg és ostoros féreg) is kínozták. A röntgenfelvételek porckorongsérv nyomait mutatták, ami miatt nehezen mozgott. Korábban valamilyen baleset következtében mindkét alkarcsontja eltörött. A törést az orvosoknak nem sikerült pontosan helyreilleszteniük, így nem volt tökéletes a gyógyulás.
Halálát egy megterhelő étkezés okozhatta. Az utolsó alkalommal nagy adag dinnyét fogyasztott (ennek magjából 138 a gyomorban és a nyelőcsőben megmaradt), amelytől heves epegörcse keletkezhetett; ezt az erős fájdalmat legyengült szervezete és szíve nem tudta elviselni, így meghalt.

## Sírja

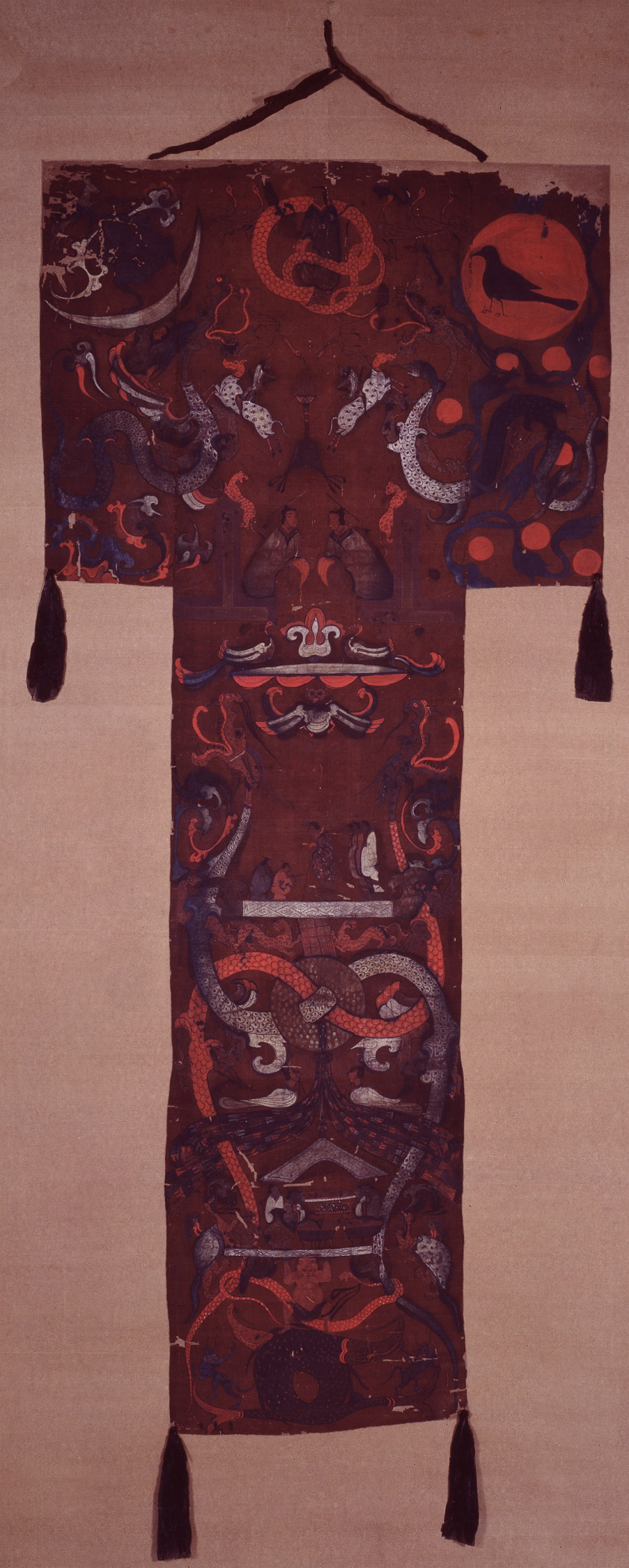
A hercegnő koporsóját fedte ez a 6¾láb hosszú, a női lélek szimbólumait ábrázoló, festett selyemzászló

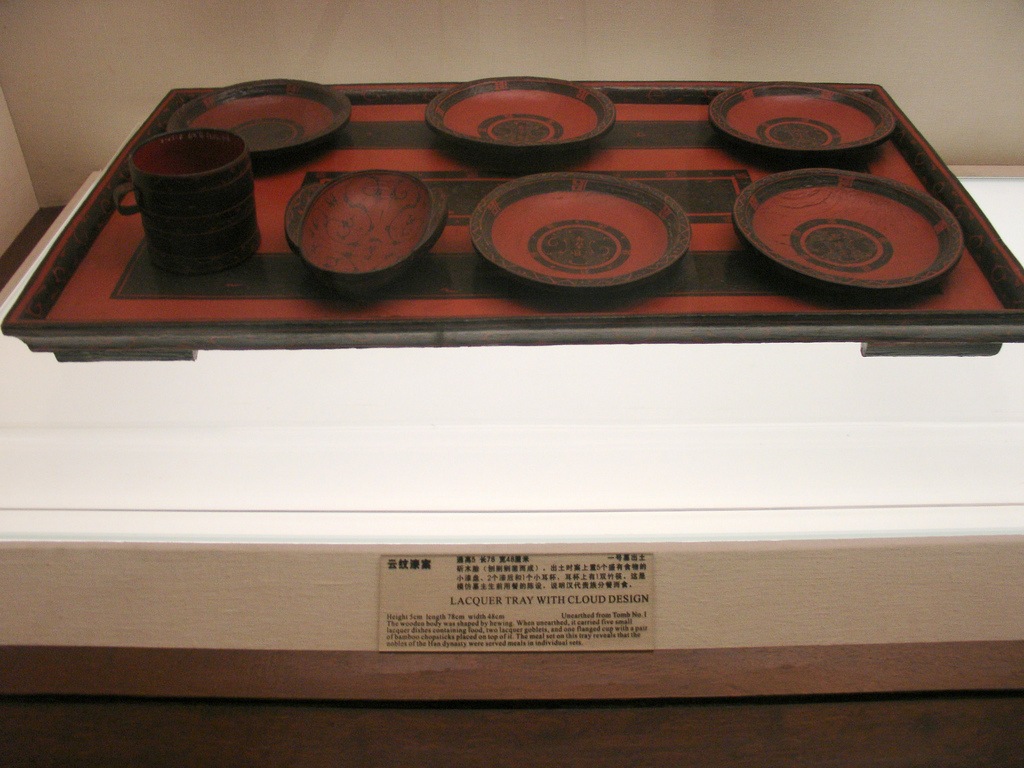
Lakkozott fa tálca és tányérok a sírból

A hercegnőt egy felfelé fordított piramis alakú, 12 méterrel a földfelszín alá ásott síraknába temették. Testét 20 réteg selyembe pólyálták, és négy egymásba illesztett, díszes, lakkozott  fakoporsóba helyezték. A nyugati Han-dinasztia előtti időszak nemeseinek temetkezési szokásait a dupla koporsó használata jellemezte. Mivel Hszin Csuj (Xin Zhui) házassága révén igen magas társadalmi rangra emelkedett, halálakor négy egymásba illeszkedő koporsóba temették. A belső koporsók díszesen festettek voltak. A hercegnő második koporsója volt a legszebb, amelyre fekete alapon furcsa szellemek és különleges állatok lebegő alakjai körébe, mennyei jeleneteket festettek. A további kettő, szintén egymásba illesztett, nagyobb (úszómedence méretű) lakkozott fa koporsóba mellétemették kedvenc használati tárgyait. A koporsókat mintegy 5 tonna faszénrétegbe ágyazták, amelyet további egy-egy méter széles fehér agyagréteggel zártak le. A síraknát keményre döngölt földdel töltötték fel, fölé pedig 15 méteres dombot halmoztak.
A selyempólya és a lakkozott koporsók megóvták testét a levegőtől és a baktériumoktól, a faszénréteg felszívta a talajnedvességet és az esővizet, az agyagréteg egyenletes hideg hőmérsékletet biztosított.
A sírban Hszin Csuj (Xin Zhui) 1000 használati tárgyát is megtalálták, amelyek zöme a hercegnő túlvilági jólétét szolgálta: élelmiszerekkel és gyógynövényekkel megrakott bambuszkosarakat, a nemes hölgy kedvenc ételeinek receptjeit, nagy mennyiségű asztalneműt és lakkozott fából készült  tálaló- és tárolóedényeket, figurákat (szolgálókat, táncosokat, zenészeket), hangszereket (lantokat, csengőket, fuvolákat, és egy ősi kínai húros hangszert, a ku-csin (guqin)t), játékokat, gyászlobogókat, feliratozott selyemképeket és selyem ruhadarabokat. A ruhák egyike az ősi kínai selyemkészítők mesterdarabja, amely ‘vékony mint a szitakötő szárnya és könnyű mint a köd’, mindössze 48 gramm.

## További leletek
A régészek Taj (Dai) hercegnő szenzációs lelete után a sírdomb közvetlen közelében megtalálták a hercegnő férjének és fiának sírjait, amelyek régészeti feltárása 1972-74 között folyt. Az ásatások során a három sírból, a Cang család hagyatékaként napvilágra került gazdag leletanyagból (összesen 3000 darab) 2006-ban állandó kiállítás nyílt a Hunan Tartományi Múzeumban.
A Han-dinasztiabeli sírdombok feltárásai során további két olyan sírra bukkantak, amelyek a Hszin Csuj (Xin Zhui) múmiájához hasonló, tökéletes állapotban fennmaradt tetemeket őriztek. Az egyik múmia egy férfi, Szuj (Sui) bíró, a másik pedig Ling Huj-ping (Huiping), egy nagy hatalmú nemes felesége volt.

## Dokumentumfilm
A szenzációs múmialelet megtalálásának és vizsgálatainak történetéről 2004-ben, az új-zélandi Steven R. Talley készített dokumentumfilmet, Diva Mummy (Múmia Díva) címmel. A film a National Geographic csatorna sugárzásában, a Most Amazing Discoveries sorozat keretein belül ugyanez év őszén került adásba, a magyar közönség egy évvel később 2005. november 26-án láthatta.